# Белуно (провинция)
Белуно (на италиански: Provincia di Belluno) е провинция в Италия, в региона Венето. Площта ѝ е 3.678 км², а населението - около 214 000 души (2007). Провинцията включва 61 общини, а административен център е град Белуно.

## Администативно деление
Провинцията се състои от 61 общини:
- Белуно
- Агордо
- Алано ди Пиаве
- Алеге
- Алпаго
- Арсие
- Ауронцо ди Кадоре
- Борка ди Кадоре
- Валада Агордина
- Вал ди Дзолдо
- Вале ди Кадоре
- Виго ди Кадоре
- Водо ди Кадоре
- Волтаго Агордино
- Борго Валбелуна
- Гозалдо
- Данта ди Кадоре
- Дзопе ди Кадоре
- Домедже ди Кадоре
- Калалцо ди Кадоре
- Канале д'Агордо
- Киес д'Алпаго
- Коле Санта Лучия
- Комелико Супериоре
- Кортина д'Ампецо
- Куеро Вас
- Ла Вале Агордина
- Ламон
- Ливиналонго дел Кол ди Лана
- Лимана
- Лонгароне
- Лоренцаго ди Кадоре
- Лоцо ди Кадоре
- Оспитале ди Кадоре
- Педавена
- Перароло ди Кадоре
- Пиеве ди Кадоре
- Понте неле Алпи
- Ривамонте Агордино
- Рока Пиеторе
- Сан Вито ди Кадоре
- Сан Грегорио неле Алпи
- Сан Николо ди Комелико
- Сан Пиетро ди Кадоре
- Сан Томазо Агордино
- Санта Джустина
- Санто Стефано ди Кадоре
- Сапада
- Седико
- Селва ди Кадоре
- Серен дел Грапа
- Соверцене
- Соврамонте
- Соспироло
- Тайбон Агордино
- Тамбре
- Фалкаде
- Фелтре
- Фонцазо
- Чезиомаджоре
- Ченчениге Агордино
- Чибиана ди Кадоре